# Fredriksdalsteatern

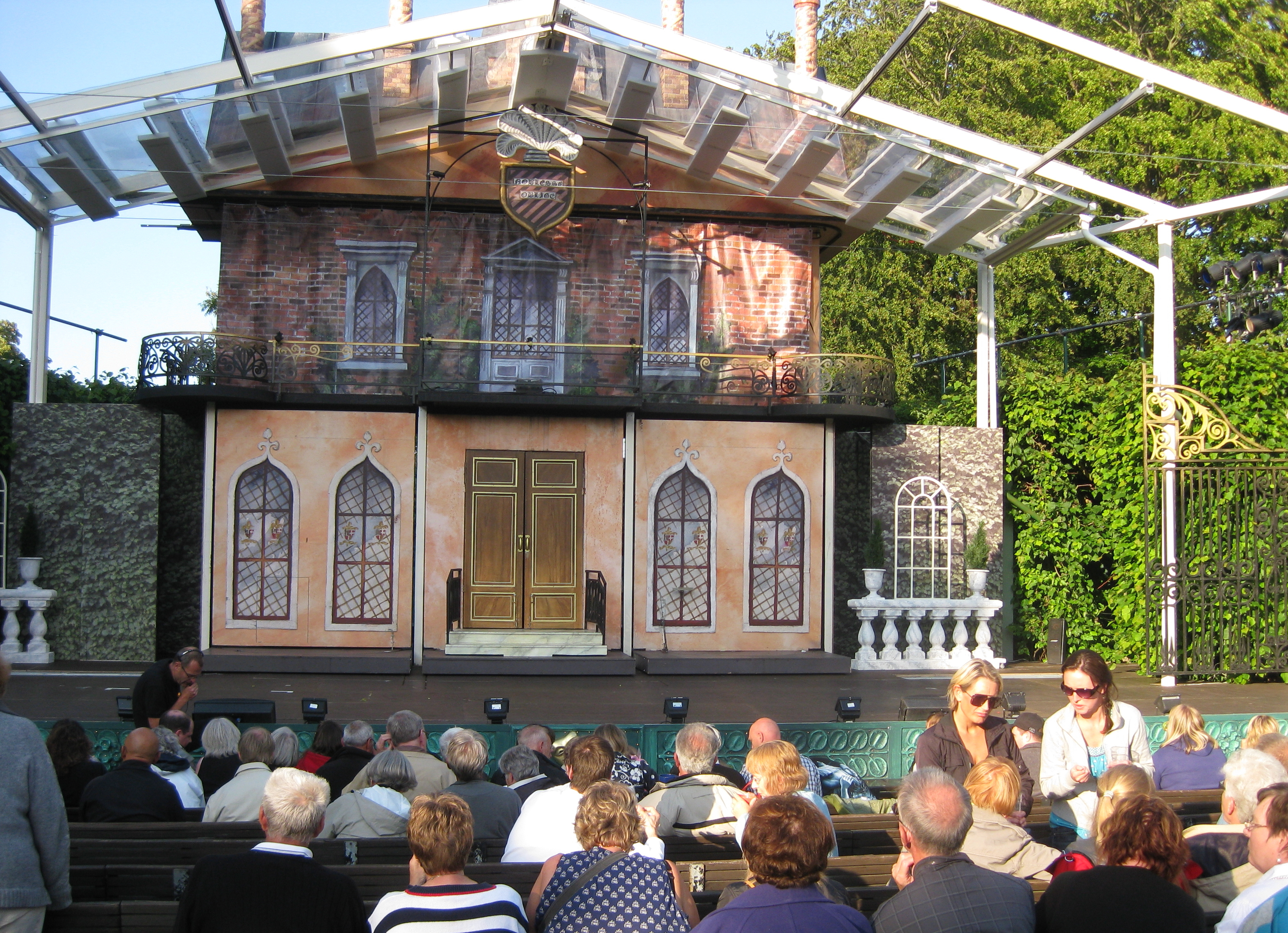
Fredriksdalsteatern 2009.

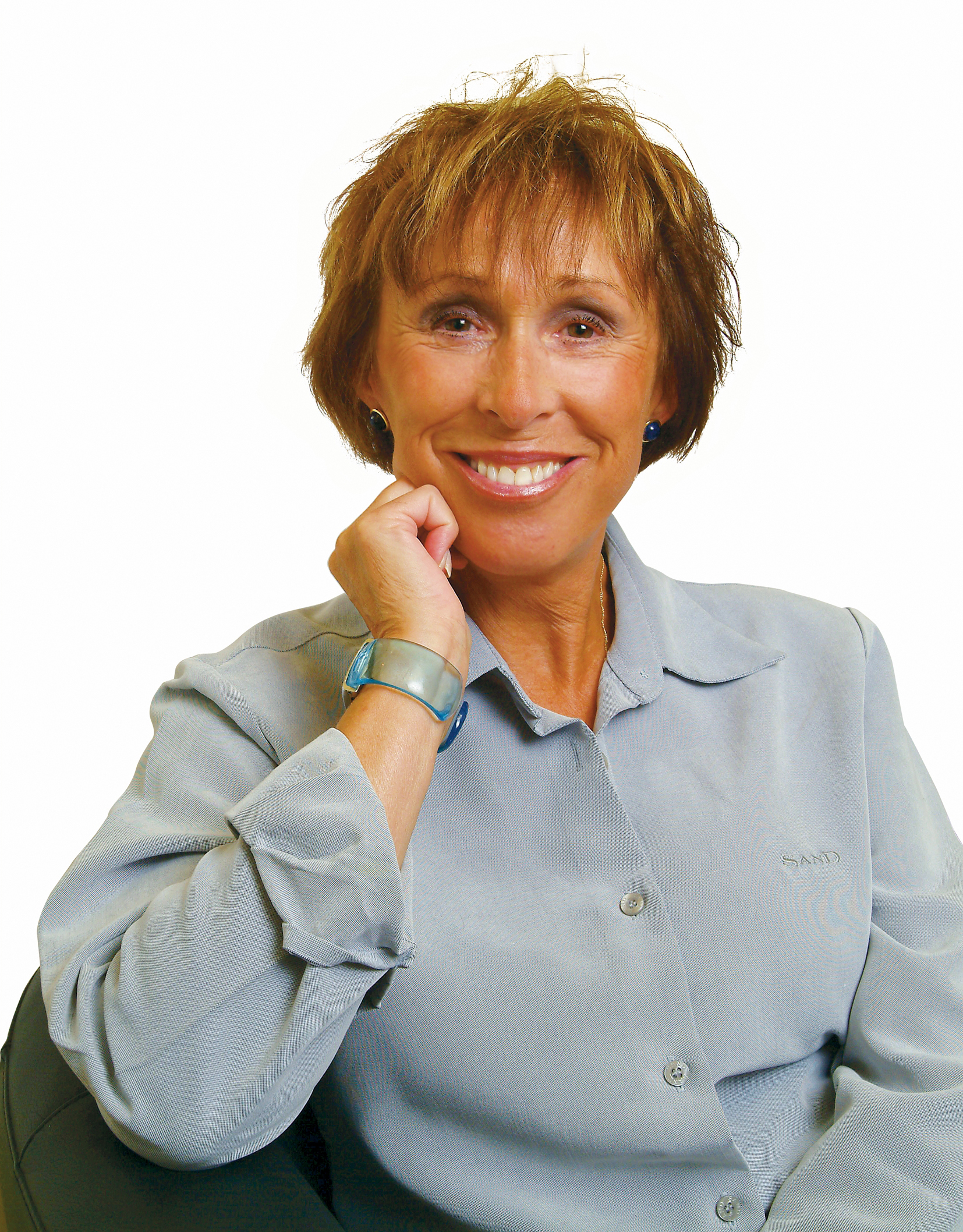
Eva Rydberg, teaterchef 1994-2023

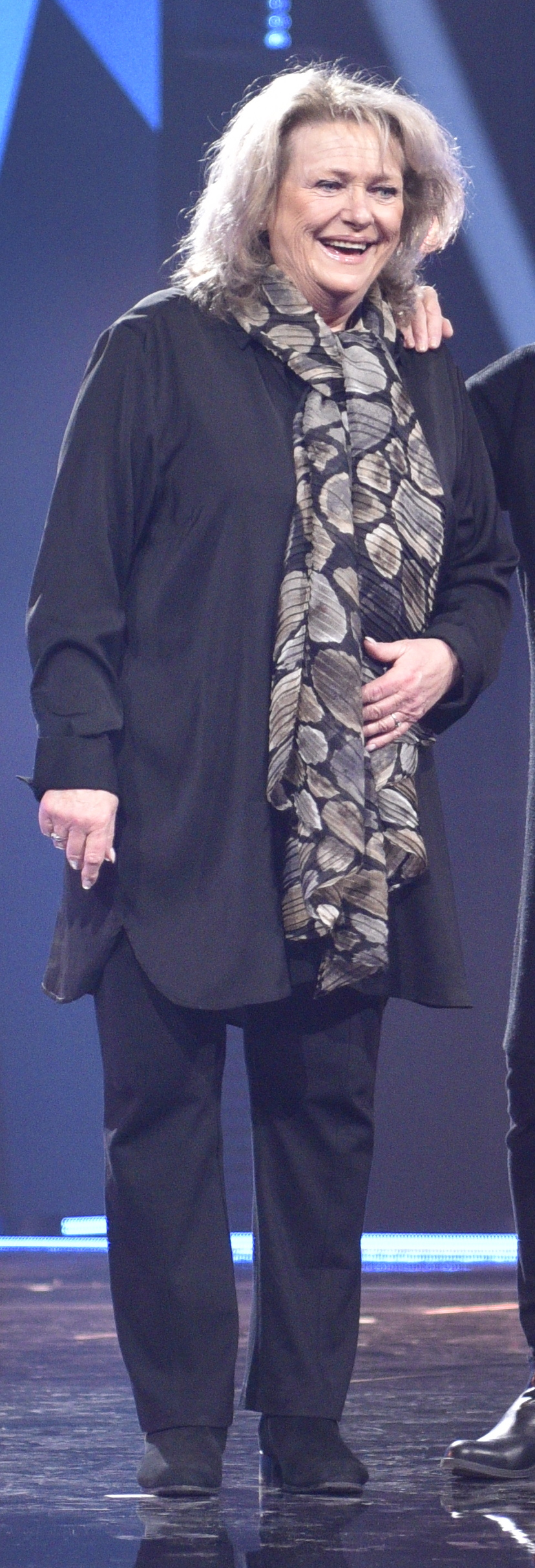
Ewa Roos var skådespelerska på Fredriksdalsteatern, 1996–2000, 2002–2004, 2006, 2014 och 2022.

Fredriksdals friluftsteater är belägen i Fredriksdals friluftsmuseum i Helsingborg. Den har bland annat kallats för norra Europas vackraste friluftsteater. Den invigdes den 27 juli 1932. Premiärprogram var folklustspelet Värmlänningarna. Fredriksdalsteatern blev en riksangelägenhet när Nils Poppe tog hand om teatern och TV började sända föreställningarna i trettonhelgen. Poppe blev Fredriksdal trogen i 28 säsonger; åren 1966–1993. Varje sommar lockar teatern över 50 000 personer. Eva Rydberg var teaterdirektör 1994-2023.

## Historia
Teatern anlades 1927 och ligger nordväst om Fredriksdals herrgård, strax söder om den kulturhistoriska stadsbebyggelsen på friluftsmuseet. Såväl scenen som salongen, foajén och kulisserna hägnas in av tuktade häckar av avenbok och lind i fransk barockstil. På invigningsdagen den 27 juli 1932 visades folklustspelet Värmlänningarna i regi av Skådebanan.
År 1933 bildade fyra av skådespelarna på Helsingborgs stadsteater sällskapet Fredriksdals Sommarteater, vilket öppnade för att skådespelare från stadsteatern under sommaren kunde delta i skådespel på Fredriksdal. Detta pågick fram till 1964. Ledare för teatern under denna tid var bland andra Robert Johansson, Thure Carlman och Tore Karte. Bland de regelbundna skådespelarna kunde man se Otto Landahl, Lena Cederström, Georg Årlin, George Fant, Elof Ahrle och Gösta Ekman. Fram till 1956 satte man upp två eller tre lustspel varje sommar, men från och med det året fick teatern en mer seriös framtoning under Tore och Kerstin Kartes chefskap.
År 1965 hamnade teatern i kris då publiken svek uppsättningen av Lyckan på spel av Françoise Sagan. Man erbjöd då Nils Poppe jobbet som teaterchef och han tillträdde 1966. Han förde åter teatern mot det mer lättsamma hållet i och med den första föreställningen En enkel man, en komedi av Charles Dyer. År 1967 satte man upp John Wigforss klassiska folklustspel Sten Stensson Stéen från Eslöv som följdes av Brandon Thomas farsklassiker Charleys tant 1968. Dessa tre uppsättningar var början på den långa och framgångsrika period teatern sedan dess har haft. I takt med att publiksiffrorna ökade växte uppsättningarna i storlek.
Sommaren 1975 kunde Nils Poppe notera 50 000 besökare under den två månader långa spelsäsongen. Fortsättningsvis var det inte ovanligt att sommarens föreställningar var utsålda flera månader före premiären. Poppe drev teatern fram till 1993 och medverkade i alla föreställningarna. I sin sista uppsättning Bröderna Östermans huskors spelade han mot Eva Rydberg som efterträdde Nils Poppe som teaterchef 1994. När Nils Poppe dog den 28 juni 2000 höll publiken och skådespelarensemblen en tyst minut efter föreställningen av Arnbergs korsettfabrik.
Eva Rydberg drev teatern 1994-2023. 2024 tog Anagram Live över driften. Man avsåg att fortsätta i Poppes och Rydbergs tradition men också bredda verksamheten med viskvällar och med satsning på barn och unga. Redan efter en säsong valde man emellertid att bryta kontraktet i förtid eftersom konkurrensen med Eva Rydbergs egen föreställning blev för hård.
I december 2024 meddelades att Anna Norberg och Robert Dröse genom sitt produktionsbolag Dröse & Norberg sätter upp den nyskrivna föreställningen Aladdin - the musical på teatern under sommaren 2025.

## Föreställningar

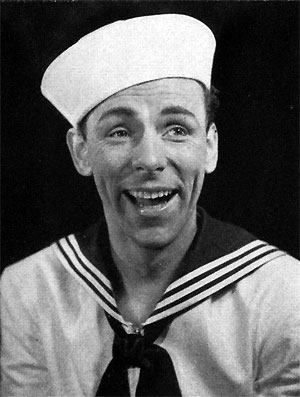
Nils Poppe, teaterchef 1966–1993. Här från lustspelet "Blåjackor" som sattes upp 1974. Bild dock tagen när pjäsen sattes upp på Oscarsteatern 1942.

### 1934–1956
| År   | Produktion                       | Upphovsmän                                 | Regissör        | Noteringar |
| ---- | -------------------------------- | ------------------------------------------ | --------------- | --- |
| 1934 | Dunungen                         | Selma Lagerlöf                             | Kjell Östensson | Premiär 19 maj 1934 Martin Ericsson, Lena Cederström, Ivar Wahlgren, Anna Norling                                                                     |
| 1934 | Gamla herrgården                 | Oscar Wennersten                           |                 | Robert Johnson, Märta Dorff, Otto Landahl |
| 1934 | Värmlänningarna                  | Fredrik August Dahlgren och Andreas Randel |                 | Nina Scenna, Ivar Wahlgren, Robert Johnson, Anna Norling, Otto Landahl                                                                                |
| 1935 | Livet på landet Ut mine Stromtid | Fritz Reuter                               |                 | Robert Johnson, Anders Boman, Frans Oscar Öberg, Yngve Nordwall, Helga Carlsson, Thure Carlman, Ivar Wahlgren, Nina Scenna, Elsa Modéen, Anna Norling |
| 1935 | Småstadsfröknarna                | Einar Fröberg                              |                 | Frans Oscar Öberg, Otto Landahl, Helga Carlsson, Nina Scenna, Anna Norling                                                                            |
| 1935 | Timmerflottare Tukkijoella       | Teuvo Pakkala                              |                 | Robert Johnson, Otto Landahl, Anders Boman, Elsa Modéen, Ivar Wahlgren, Nina Scenna, Anna Norling                                                     |
| 1940 | Hans nåds testamente             | Hjalmar Bergman                            |                 | Premiär 17 juli 1940 Martin Ericsson, Otto Landahl, Nina Scenna, Ivar Wahlgren, Thure Carlman, Robert Johnson                                         |
| 1944 | Miljonär för en dag              | Fredrik Lindholm                           |                 | |
| 1945 | Hennes lilla majestät            | Karl Gerhard                               |                 | Karl Gerhard, Otto Landahl, Elsa Modéen |
| 1954 | Mollusken The mollusc            | Hubert Henry Davies                        | Thure Carlman   | Premiär 19 juni 1954 Sonja Sjöstrand, Thure Carlman, Nils Fritz, Brita Grill                                                                          |
| 1955 | Fågelhandlaren Der Vogelhändler  | Carl Zeller, Moritz West och Ludwig Held   | Thure Carlman   | Premiär 17 augusti 1955 Nils Stödberg, Ingrid Magnusson-Cargin                                                                                        |
| 1956 | Kassabrist                       | Vilhelm Moberg                             | Tore Karte      | Thure Carlman, Gösta Bråhner |

### Tore Karte1957–1964
| År   | Produktion                                      | Upphovsmän                                                               | Regissör   | Noteringar |
| ---- | ----------------------------------------------- | ------------------------------------------------------------------------ | ---------- | --- |
| 1957 | Den girige L'Avare ou l'École du mensonge       | Molière Översättning Hjalmar Gullberg                                    | Tore Karte | Premiär 19 juni 1957 Georg Årlin, Kerstin Karte, Tor Isedal, Dagmar Bentzen, Marie Hedeholm, Lars Elldin                                                                                           |
| 1958 | Borgare och adelsman Le Bourgeois gentilhomme   | Molière                                                                  | Tore Karte | Hilding Gavle, Elna Gistedt, Erik Rosén, Kerstin Karte, Gösta Bråhner, Brita Grill, Anders Nyström, Sven Berle, Per-Olof Ekvall, Gösta Forsell, Tore Bengtsson                                     |
| 1959 | Den jäktade Den stundesløse                     | Ludvig Holberg                                                           | Tore Karte | Premiär 1 juli 1959 George Fant, Kerstin Karte, Gustaf Hiort af Ornäs, Erik Rosén, Sissi Kaiser, Brita Grill, Jan von Zweigbergk, Harry Philipson, Anders Nyström, Stellan Agerlo, Tore Bengtsson  |
| 1960 | Den inbillade sjuke Le Malade imaginaire        | Molière                                                                  | Tore Karte | Premiär 1 juli 1960 Elof Ahrle, Kerstin Karte, Erik Rosén, Anders Nyström, Jan von Zweigbergk |
| 1961 | Det givmilda testamentet Le Légataire universel | Jean-François Regnard                                                    | Tore Karte | Premiär i juni 1961 |
| 1962 | Akilles och jungfrurna Achilles i panny         | Artur Maria Swinarski                                                    | Tore Karte | Gösta Ekman, Åke Fridell, Kerstin Karte, Jan von Zweigbergk, Brita Grill, Bernhard Krook, Ann Weilar, Barbro Almroth, Gunilla Berg, Ulla Wennborg Scenografi Olle Montelius, Kostym Ann Mari Ström |
| 1963 | Hus med dubbel ingång Casa con dos puertas      | Pedro Calderón de la Barca Översättning Hjalmar Gullberg och Ivar Harrie | Tore Karte | Premiär 28 juni 1963 Kerstin Karte, Inga Landgré, Curt Masreliez, Monica Lindberg, Jan von Zweigbergk, Olof Lindfors Scenografi Olle Montelius                                                     |
| 1964 | Herakles och Amazonerna Rape of the Belt        | Benn Levy Översättning Gustaf Molander                                   | Tore Karte | Kerstin Karte, Jack Fjeldstad, Maritta Marke, Arne Strand, Gunilla Berg, Ilse-Nore Tromm, Jan von Zweigbergk, Ann Lundgren, Brita Grill Scenografi Olle Montelius                                  |

### 1965
| År   | Produktion                              | Upphovsmän                                   | Regissör       | Medverkande m. m. |
| ---- | --------------------------------------- | -------------------------------------------- | -------------- | --- |
| 1965 | Lyckan på spel Bonheur, impair et passe | Françoise Sagan Översättning Evert Lundström | Hans Bergström | Premiär 9 juli 1965 Heinz Hopf, Elsa Prawitz, Stina Ståhle, Olle Andersson, Iwar Wiklander, Ulf Ahlner Scenografi Ingvar Danielsson |

### Nils Poppe 1966–1993
| År   | Produktion                                  | Upphovsmän                                                                                  | Regissör        | Noteringar | TV-sändning/Film                                                                           |
| ---- | ------------------------------------------- | ------------------------------------------------------------------------------------------- | --------------- | --- | ------------------------------------------------------------------------------------------ |
| 1966 | En enkel man Rattle Of A Simple Man         | Charles Dyer                                                                                | Hans Råstam     | Nils Poppe, Gunilla Poppe, Stellan Agerlo m.fl. | Ingen sändning                                                                             |
| 1967 | Sten Stensson Steen från Eslöv              | Carro Bergkvist                                                                             | Leif Amble-Næss | Nils Poppe, Maritta Marke, Gunnar Schyman, Ingrid Backlin, Birger Åsander, Leif Amble-Næss, Gunilla Sundberg, Bengt Virdestam Scenografi Henry Larsson                                                                  | Ingen sändning                                                                             |
| 1968 | Charleys tant Charley's Aunt                | Brandon Thomas Översättning Carro Bergkvist                                                 | Leif Amble-Næss | Nils Poppe, Maritta Marke, Leif Ahrle, Marie Ahrle, Thomas Ungewitter, Gunilla Sundberg, Eric Gustafsson | Ingen sändning                                                                             |
| 1969 | Den glade soldaten Bom                      | Carro Bergkvist                                                                             | Albert Gaubier  | Nils Poppe, Bo Lindström, Maritta Marke, Gunilla Sundberg, Leif Ahrle, Fredy Jönsson, Gunilla Dahlman, Claes Esphagen, Curt Spångberg, Thomas Ungewitter m.fl. Koreografi Albert Gaubier                                | Ingen sändning                                                                             |
| 1970 | Lorden från gränden Me and My Girl          | L. Arthur Rose och Noel Gay Översättning Carro Bergkvist, Gardar Sahlberg och Arne Wahlberg | Albert Gaubier  | Nils Poppe, Harriet Forssell, Harriet Hedenmo, Bo Lindström, Bengt Gillberg, Gunilla Sundberg, Thomas Ungewitter, Gunnar Schyman, Claes Esphagen Koreografi Albert Gaubier, Scenografi Henry Larsson                    | Ingen sändning                                                                             |
| 1971 | Vita Hästen Im weißen Rößl                  | Ralph Benatzky, Erik Charell och Hans Müller-Einigen Bearbetning Kar de Mumma               | Albert Gaubier  | Premiär 19 juni 1971 Nils Poppe, Berit Carlberg, Bengt Gillberg, Bo Lindström, Adolf Schütz, Thomas Ungewitter, Gunilla Sundberg, Anne-Mari Horn Koreografi Albert Gaubier, Scenografi Björn Dronner                    | Ingen sändning                                                                             |
| 1972 | Pengar                                      | Nils Poppe, Arne Wahlberg och Nils Hansén                                                   | Arne Wahlberg   | Christian Fiedler, Bo Lindström, Inga Brink, Nils Poppe, Erik Larsson, Nils Åsblom, Thomas Ungewitter, Gunilla Sundberg Koreografi Albert Gaubier, Scenografi Håkan Nylén                                               | Ingen sändning                                                                             |
| 1973 | Lilla helgonet Mam'zelle Nitouche           | Henri Meilhac & Albert Millaud                                                              | Albert Gaubier  | Harriet Forssell, Harriet Sehlin, Bo Lindström, Leif Ahrle m.fl. | Ingen sändning                                                                             |
| 1974 | Blåjackor Boys in Blue                      |                                                                                             | Hans Bergström  | Harriet Forssell, Marie Ahrle, Bo Lindström m.fl. | Ingen sändning                                                                             |
| 1975 | Fars lille påg Hurra, ein Junge             | Franz Arnold & Ernst Bach                                                                   | Hans Bergström  | Stefan Fredriksson, Gunilla Poppe, Bo Lindström, Brita Billsten m.fl. | Ingen sändning                                                                             |
| 1976 | Oskulden från Mölle Der Keusche Lebemann    | Franz Arnold och Ernst Bach Översättning och bearbetning Arne Wahlberg och Nils Poppe       | Hans Bergström  | Nils Poppe, Olof Lundström Orloff, Brita Billsten, Gunilla Poppe, Berit Carlberg, Bo Lindström, Tommy Juth, Kyri Sjöman, Lie Svennebeck, Elizabeth Banke Koreografi Gordon Marsh, Scenografi Henry Larsson, Kostym Mago | TV2, trettondagen (6 januari) 1977, upplagd på SVT öppet arkiv                             |
| 1977 | Fantastiska pappa Le voyage de M. Perrichon | Eugène Labiche Översättning och bearbetning Arne Wahlberg och Nils Poppe                    | Hans Bergström  | Nils Poppe, Gunilla Poppe, Olof Lundström Orloff, Berit Carlberg, Jarl Borssén, Bo Lindström, Brita Billsten, Tommy Juth, Kyri Sjöman Koreografi Gordon Marsh, Scenografi Björn Dronner, Kostym Mago                    | TV2, trettondagen (6 januari) 1978, upplagd på SVT öppet arkiv                             |
| 1978 | Hjälten från Öresund De Kühne Swimmer       | Franz Arnold och Ernst Bach                                                                 | Arne Wahlberg   | Gunilla Poppe, Rune Ek, Olof Lundström Orloff, Berit Carlberg m.fl. | TV2, trettondagsafton (5 januari) 1979                                                     |
| 1979 | Min syster och jag Meine Schwester und ich  | Ralph Benatzky                                                                              | Egon Larsson    | Berit Carlberg, Hans-Peter Edh, Bo Höglund m.fl. | TV2, trettondagen (6 januari) 1980, upplagd på SVT öppet arkiv DVD-utgåva 2011             |
| 1980 | Mimmi från Möllevången Adieu, Mimi          | Ralph Benatzky                                                                              | Hans Bergström  | Berit Carlberg, Olof Lundström Orloff, Ann-Charlotte Björling m.fl. | TV2, 2 januari 1981                                                                        |
| 1981 | Sten Stensson Stéen går igen                | Carro Bergkvist och Arne Wahlberg                                                           | Egon Larsson    | Nils Poppe, Berit Carlberg, Bo Lindström, Ann-Charlotte Björling, Sture Hovstadius, Hans-Peter Edh, Thomas Ungewitter, Brita Billsten Koreografi Egon Larsson, Scenografi Henry Larsson                                 | TV2, 8 januari 1982, upplagd på SVT öppet arkiv                                            |
| 1982 | Blomman från Hawaii Die Blume von Hawaii    | Paul Abraham, Alfred Grünwald, Fritz Löhner-Beda och Imre Földes                            | Gösta Folke     | Berit Carlberg, Bo Lindström, Björn Forsberg, Thomas Ungewitter, Hans-Peter Edh, Bo Höglund, Nils Poppe, Brita Billsten Koreografi Albert Gaubier, Scenografi och kostym Björn Dronner                                  | TV2, trettondagen (6 januari) 1983                                                         |
| 1983 | Två man om en änka Der Regemetspapa         | Rickard Kessler och Heinrich Stobitzer                                                      | Arne Wahlberg   | Berit Carlberg, Thomas Ungewitter, Bo Lindström, Brita Billsten | TV2, 7 januari 1984                                                                        |
| 1984 | Lilla helgonet Mam'zelle Nitouche           | Henri Meilhac & Albert Millaud                                                              | Albert Gaubier  | Ann-Charlotte Björling, Björn Forsberg, Brita Billsten, Thomas Poppe, Kyri Sjöman, m.fl. | TV2, trettondagen (6 januari) 1985 DVD-utgåva 2012, även upplagd på Youtube.               |
| 1985 | Fars lille påg Hurra, ein Junge             | Franz Arnold och Ernst Bach Översättning och bearbetning Arne Wahlberg och Nils Poppe       | Hans Bergström  | Nils Poppe, Olof Lundström Orloff, Ann-Charlotte Björling, Anders Sundquist, Gunilla Poppe, Bo Lindström, Brita Billsten, Agneta Lindén, Mia Poppe Koreografi Albert Gaubier, Scenografi och kostym Björn Dronner       | TV2, trettondagsafton (5 januari) 1986, upplagd på SVT öppet arkiv DVD-utgåva 2012         |
| 1986 | Vita Hästen Im weißen Rößl                  | Ralph Benatzky                                                                              | Hans Bergström  | Berit Carlberg, Hans-Peter Edh, Bo Lindström, Elizabeth Banke, Mia Poppe, Thomas Ungewitter, Stellan Agerlo, Agneta Lindén, Alexandra Zetterberg m.fl.                                                                  | TV2, trettondagen (6 januari) 1987, upplagd på Youtube                                     |
| 1987 | Ta mej! Jag är din! Der kühne Schwimmer     | Franz Arnold och Ernst Bach                                                                 | Arne Wahlberg   | Nils Poppe, Berit Carlberg, Elizabeth Banke, Olof Lundström Orloff, Karin Bergström, Hans-Peter Edh, Mia Poppe m.fl. | TV2, trettondagsafton (5 januari) 1988 DVD-utgåva 2011                                     |
| 1988 | AB Dun & Bolster Der Keusche Lebemann       | Franz Arnold och Ernst Bach Översättning och bearbetning Arne Wahlberg och Nils Poppe       | Hans Bergström  | Nils Poppe, Olof Lundström Orloff, Brita Billsten, Bo Lindström, Alexandra Zetterberg, Berit Carlberg, Mia Poppe, Lars Wallin Koreografi Albert Gaubider, Scenografi och kostym Björn Dronner                           | TV2, trettondagen (6 januari) 1989, upplagd på SVT öppet arkiv DVD-utgåva 2012             |
| 1989 | Min syster och jag Meine Schwester und ich  | Ralph Benatzky                                                                              | Egon Larsson    | Nils Poppe, Alexandra Zetterberg, Hans-Peter Edh, Mia Poppe, Berit Carlberg, m.fl. | TV2, trettondagsafton (5 januari) 1990 DVD-utgåva 2012                                     |
| 1990 | Två man om en änka Der Regimentspapa        | Rickard Kessler och Heinrich Stobitzer                                                      | Claes Sylwander | Nils Poppe, Berit Carlberg, Alexandra Zetterberg, Hans-Peter Edh, Thomas Ungewitter, Brita Billsten, Kajsa Ernst, Inga Ålenius m.fl. Koreografi Gordon Marsh, Scenografi och kostym Björn Dronner                       | TV2, trettondagsafton (5 januari) 1991upplagd på SVT öppet arkiv DVD-utgåva 2012           |
| 1991 | Blomman från Hawaii Die Blume von Hawaii    | Paul Abraham, Alfred Grünwald, Fritz Löhner-Beda och Imre Földes                            | Claes Sylwander | Nils Poppe, Olof Lundström Orloff, Berit Carlberg, Hans-Peter Edh, Bo Westerholm, Bo Höglund, Lars Wallin m.fl. Scenografi och kläder Björn Dronner Koreografi Albert Gaubier och Eva Jansson                           | TV2, trettondagsafton (5 januari) 1992 DVD-utgåva 2012                                     |
| 1992 | Spanska flugan Die spanische Fliege         | Franz Arnold och Ernst Bach                                                                 | Arne Wahlberg   | Nils Poppe, Olof Lundström Orloff, Berit Carlberg, Håkan Mohede, Gunilla Poppe, Mia Poppe, Alexandra Zetterberg m.fl. Scenografi Björn Dronner Koreografi Bo Westerholm                                                 | TV2, trettondagsafton (5 januari) 1993 DVD-utgåva 2012                                     |
| 1993 | Bröderna Östermans huskors                  | Oscar Wennersten                                                                            | Hans Bergström  | Nils Poppe, Olof Lundström Orloff, Thomas Ungewitter, Eva Rydberg, Gunilla Poppe, Bo Höglund, Mia Poppe, Inga Ålenius, Mats Qviström, Håkan Mohede, Alexandra Zetterberg, Bo Westerholm Koreografi Bo Westerholm        | TV4, trettondagsafton (5 januari) 1994, upplagd på Youtube av Eva Rydbergs nöjesproduktion |

### Eva Rydberg 1994–2023
| År   | Produktion                                           | Upphovsmän                                                                | Regissör         | Noteringar | TV-sändning/Film |
| ---- | ---------------------------------------------------- | ------------------------------------------------------------------------- | ---------------- | --- | --- |
| 1994 | Den tappre soldaten Bom                              | Åke Cato och Mikael Neumann                                               | Hans Bergström   | Eva Rydberg, Gunilla Poppe, Mia Poppe, Thomas Ungewitter, Toni Rhodin, Olof Lundström Orloff, Kryddan Peterson m.fl. | Sändes först på Öresundskanalen, på SVT Trettondagen 2010., dock upplagd på Youtube av Eva Rydbergs nöjesproduktion |
| 1995 | Husan också                                          | Åke Cato och Mikael Neumann                                               | Hans Bergström   | Kåre Sigurdson, Håkan Mohede, Eva Rydberg, Jan-Erik Olsson, Gunilla Poppe, Ulf Dohlsten, Puck Ahlsell, Ewa Roos m.fl. Koreografi Gordon Marsh, Scenografi Ingemar Wiberg | Ingen TV-inspelning, dock upplagd på Youtube av Eva Rydbergs nöjesproduktion                                        |
| 1996 | Upp till camping                                     | Åke Cato och Mikael Neumann                                               | Hans Bergström   | Eva Rydberg, Lasse Brandeby, Ewa Roos, Ulf Björkegren, Håkan Mohede, Kalle Rydberg, Thomas Ungewitter, Thomas Poppe m.fl. | Sändes Trettondagsaftonen 1997, upplagd på Youtube av Eva Rydbergs nöjesproduktion, DVD 2014                        |
| 1997 | Funny girl                                           | Jule Styne, Bob Merrill och Isobel Lennart                                | Hans Bergström   | Eva Rydberg, Ewa Roos, Dario Campeotto, Håkan Mohede, Birgitta Johansson m.fl. Koreografi Svend Bunch, Scenografi Ingemar Wiberg | Ingen sändning, dock upplagd på Youtube av Eva Rydbergs nöjesproduktion                                             |
| 1998 | Sicken ärta Once Upon a Mattress                     | Mary Rodgers, Jay Thompson, Marshall Barer och Dean Fuller                | Hans Bergström   | Eva Rydberg, Lasse Brandeby, Ewa Roos, Mia Poppe, Birgitta Johansson m.fl. | Ingen sändning eller TV-inspelning, dock upplagd på youtube av Eva Rydbergs nöjesproduktion                         |
| 1999 | Fars lilla tös Hurra, ein Junge                      | Franz Arnold och Ernst Bach                                               | Jan Hertz        | Eva Rydberg, Jan Modin, Mia Poppe, Håkon Svenson, Thomas Ungewitter, Ing-Britt Stiber, Ewa Roos, Birgitta Johansson, Fredrik Dolk | Sändes Trettondagsaftonen 2000, dock upplagd på Youtube av Eva Rydbergs nöjesproduktion                             |
| 2000 | Arnbergs korsettfabrik Der Keusche Lebemann          | Franz Arnold och Ernst Bach Bearbetning Hans Bergström och Adde Malmberg  | Hans Bergström   | Eva Rydberg, Fredrik Dolk, Ewa Roos, Linus Wahlgren, Mia Poppe, Niklas Wahlgren, Jarinja Thelestam-Mark, Karin Bergström, Birgitta Johansson m.fl. Koreografi David Johnson, Scenografi Ingemar Wiberg, Kostym Mats Ole Svensson                                                                             | Sändes Trettondagsaftonen 2001, dock upplagd på Youtube av Eva Rydbergs nöjesproduktion                             |
| 2001 | Kärlek och lavemang Le Malade imaginaire             | Molière Bearbetning Hans Bergström och Adde Malmberg                      | Hans Bergström   | Eva Rydberg, Pernilla Wahlgren, Hans Wahlgren, Linus Wahlgren, Birgitta Johansson, Gunilla Poppe, Isidor Torkar, Jeanette Olsson, Håkan Brinck m.fl. Koreografi David Johnson, Scenografi Ingemar Wiberg, | Sändes Trettondagsaftonen 2002, DVD 2007, dock upplagd på Youtube av Eva Rydbergs nöjesproduktion                   |
| 2002 | Hon jazzade en sommar Der wahre Jacob                | Franz Arnold och Ernst Bach Bearbetning Adde Malmberg                     | Hans Bergström   | Reuben Sallmander, Ewa Roos, Marianne Mörck, Eva Rydberg, Fredrik Dolk, Fredy Jönsson, Birgitta Johansson, Isidor Torkar, Reneé Jonsson, Magnus Kviske Koreografi David Johnson, Scenografi Ingemar Wiberg, Kostym Marianne Lunderquist                                                                      | Sändes 3 jan 2003, DVD 2007, dock upplagd på Youtube av Eva Rydberg nöjesproduktion                                 |
| 2003 | Kaos i folkparken                                    | Adde Malmberg, Johan Schildt och Robert Sjöblom                           | Jan Hertz        | Eva Rydberg, Björn Gustafson, Ewa Roos, Johannes Brost, Mi Ridell m.fl. Koreografi Karl Dyall, Scenografi Ingemar Wiberg, Kostym Marianne Lunderquist | Ingen sändning, på Youtube av Eva Rydbergs nöjesproduktion                                                          |
| 2004 | Mölle by the Sea                                     | Gustaf Skördeman                                                          | Jan Hertz        | Eva Rydberg, Ulf Brunnberg, Ewa Roos, Johannes Brost, Birgitta Johansson, Bengt Dalqvist, Fredrik Dolk m.fl. | Ingen sändning, på Youtube av Eva Rydbergs nöjesproduktion                                                          |
| 2005 | Hemvärnets glada dagar                               | Gustaf Skördeman                                                          | Adde Malmberg    | Eva Rydberg, Sven Melander, Siw Carlsson, Ingvar Andersson, Thomas Ungewitter, Birgitta Johansson, Mikael Neumann, Andreas Andersson m.fl. | Sändes Trettondagsaftonen 2006, DVD 2007, på Youtube av Eva Rydbergs nöjesproduktion                                |
| 2006 | Herrskap och tjänstehjon Il Servitore di due padroni | Carlo Goldoni Bearbetning Adde Malmberg                                   | Jan Hertz        | Birgitta Johansson, Ulf Brunnberg, Sanna Ekman, Ewa Roos, Eva Rydberg, Alexander Karim, Malin Sternbrink, Magnus Skog, Keijo J. Salmela, Mia Florberger, Kristina Gissler, Åsa Lundin, Kalle Rydberg, Josef Vega, Martin Karlsson                                                                            | Sändes Trettondagsaftonen 2007, DVD 2007, på Youtube av Eva Rydbergs nöjesproduktion                                |
| 2007 | Den stora premiären                                  | Åke Cato och Mikael Neumann                                               | Adde Malmberg    | Eva Rydberg, Ola Forssmed, Kim Sulocki, Ing-Marie Carlsson, Johannes Brost, Birgitta Johansson, Mia Poppe, Kalle Rydberg m.fl. | Sändes Trettondagsaftonen 2008, DVD 2009. på Youtube av Eva Rydbergs nöjesproduktion                                |
| 2008 | Rabalder i Ramlösa                                   | Adde Malmberg och Johan Schildt                                           | Roine Söderlundh | Eva Rydberg, Adde Malmberg, Siw Carlsson, Marianne Mörck, Ingvar Andersson, Hans-Peter Edh, Martin Karlsson, Katarina Elmberg, Gunilla Poppe, Christina Wester, Toni Rhodin, Siw Erixon, Kalle Rydberg m.fl. Koreografi Rennie Mirro, Scenografi Ingemar Wiberg, Kostym Marianne Lunderquist                 | Sändes Trettondagsaftonen 2009, DVD 2010, på Youtube av Eva Rydbergs nöjesproduktion                                |
| 2009 | Lorden från gränden Me and My Girl                   | L. Arthur Rose och Noel Gay                                               | Jan Hertz        | Eva Rydberg, Claes Malmberg, Sofie Lindberg, Lotta Thorell m.fl. | Ingen sändning, dock upplagd på Youtube av Eva Rydbergs nöjesproduktion                                             |
| 2010 | Gröna hissen Fair and Warmer                         | Avery Hopwood                                                             | Anders Albien    | Eva Rydberg, Johan Ulveson, Fredrik Dolk, Anna-Lena Hemström, Mikael Ahlberg, Kalle Rydberg, Kristian Nielsen, Birgitta Rydberg, Robert Rydberg, Mathilde S. Hebrand, Renée Jonsson, Katarina Elmberg Koreografi Sabina Söder, Scenografi Sture Petersson och Emanuel Petersson, Kostym Marianne Lunderquist | Sändes Trettondagsaftonen 2011, DVD 2012, på Youtube av Eva Rydbergs nöjesproduktion                                |
| 2011 | Viva la Greta                                        | Åke Cato och Mikael Neumann                                               | Anders Albien    | Eva Rydberg, Magnus Härenstam, Ola Forssmed, Birgitta Rydberg m.fl. | Sändes Trettondagsaftonen 2012 och DVD 2016 och på Youtube av Eva Rydbergs nöjesproduktion                          |
| 2012 | Arsenik och gamla spetsar Arsenic and Old Lace       | Joseph Kesselring Översättning Calle Norlén                               | Ronny Danielsson | Eva Rydberg, Marianne Mörck, Björn Kjellman, Birgitta Rydberg, Kalle Rydberg, Magnus Schmitz, Hans-Peter Edh, Tony Lundgren, Andreas Andersson, Fredrik Lexfors, Magnus Skog m.fl. | Ingen sändning, upplagd på Youtube av Eva Rydbergs nöjesproduktion                                                  |
| 2013 | 'Allå, 'allå, 'emliga armén 'Allo, 'allo             | David Croft och Jeremy Lloyd Översättning och bearbetning Adde Malmberg   | Anders Albien    | Sven Melander, Kim Sulocki, Eva Rydberg, Ulf Dohlsten, Robert Rydberg, Birgitta Rydberg, Kalle Rydberg, Karin Bergquist, Håkan Mohede, Anna Bromée, Mats Nilsson m.fl Koreografi Svend Bunch, Scenografi Emanuel Petersson, Kostym Marianne Lunderquist                                                      | Sändes lördagen Trettondagsaftonen 2014, DVD 2016 på Youtube av Eva Rydbergs nöjesproduktion                        |
| 2014 | Pang i bygget Fawlty Towers                          | John Cleese och Connie Booth Översättning Anders Albien                   | Anders Albien    | Birgitta Rydberg, Adde Malmberg, Eva Rydberg, Kalle Rydberg, Ewa Roos, Håkan Mohede, Fredrik Dolk, Robert Rydberg, Siw Erixon m.fl. Koreografi Siân Playsted, Scenografi Emanuel Petersson, Kostym Marianne Lunderquist                                                                                      | Ingen sändning. |
| 2015 | Den stressade Den stundesløse                        | Ludvig Holberg Översättning Sven Melander                                 | Jan Hertz        | Johannes Brost, Marie Robertson, Eva Rydberg, Lotta Ramel, Lotta Aldgård, Robert Rydberg, Ingvar Andersson, Kalle Rydberg, Fredrik Dolk m.fl. Scenografi och kostym Camilla Bjørnvad | Sändes Trettondagsaftonen 2016 och 2017, på Youtube av Eva Rydbergs nöjesproduktion                                 |
| 2016 | Sugar - I hetaste laget Sugar                        | Jule Styne, Bob Merrill och Peter Stone Översättning Anders Aldgård       | Anders Aldgård   | Thomas Petersson, Birgitta Rydberg, Eva Rydberg, Robert Rydberg, Tommy Juth, Fredrik Dolk, Kalle Rydberg, Lotta Aldgård, Mathilde S. Hebrand m.fl. Koreografi Siân Playsted, Scenografi Emanuel Petersson, Kostym Marianne Lunderquist                                                                       | Ingen sändning. på Youtube av Eva Rydbergs nöjesproduktion                                                          |
| 2017 | Hotelliggaren Two Into One                           | Ray Cooney Översättning Sven Melander                                     | Sven Melander    | Sussie Eriksson, Ola Forssmed, Eva Rydberg, Birgitta Rydberg, Kalle Rydberg, Robert Rydberg och Johanna Wilson | Sändes Trettondagsaftonen 2018 och 2021 & på Youtube                                                                |
| 2018 | Fars lilla tös Hurra, ein Junge                      | Franz Arnold och Ernst Bach Översättning Sven Melander och Mikael Neumann | Anders Aldgård   | Anders Johansson, Mia Poppe, Kalle Rydberg, Eva Rydberg, Birgitta Rydberg, Anna Norberg, Robert Rydberg och Fredrik Dolk | Ingen sändning., dock upplagd på Youtube av Eva Rydbergs nöjesproduktion                                            |
| 2019 | Var god dröj! Nil by Mouth                           | John Chapman Översättning Adde Malmberg                                   | Adde Malmberg    | Eva Rydberg, Allan Svensson, Evamaria Björk, Birgitta Rydberg, Siw Erixon, Johanna Wilson, Fredrik Dolk, Kalle Rydberg m.fl. | Sändes lördagen 16 oktober 2021 och Trettondedag jul 2022 på Youtube av Eva Rydbergs nöjesproduktion                |
| 2022 | Pang i bygget Fawlty Towers                          | John Cleese och Connie Booth Översättning Anders Albien                   | Anders Albien    | Birgitta Rydberg, Adde Malmberg, Eva Rydberg, Kalle Rydberg, Ewa Roos, Håkan Mohede, Fredrik Dolk, Robert Rydberg, Siw Erixon m.fl. | Ingen sändning |
| 2023 | Två man om en änka Der Regementspapa                 | Rickard Kessler och Heinrich Stobitzer                                    | Anders Aldgård   | Eva Rydberg, Mia Poppe, Per Andersson, Birgitta Rydberg, Sofie Lindberg, Kalle Rydberg, Anders Aldgård m.fl. | Sändes i SVT trettondagsafton 2024                                                                                  |

### Anagram Live 2024
| År   | Produktion | Upphovsmän    | Regissör      | Noteringar                                                                                | Tv-sändning/Film |
| ---- | ---------- | ------------- | ------------- | ----------------------------------------------------------------------------------------- | ---------------- |
| 2024 | Nötter     | Adde Malmberg | Adde Malmberg | Babben Larsson, Sanna Persson Halapi, Nils Dernevik, Simon Garshasebi, Daniel Träff m.fl. | Ingen sändning   |